# Barasat
Barasat är en stad i Indien och är administrativ huvudort för distriktet North 24 Parganas i delstaten Västbengalen. Staden ingår i Calcuttas storstadsområde och hade cirka 280 000 invånare vid folkräkningen 2011.